# نيت كورينغو
نيت كورينغو (بالإنجليزية: Nate Cornejo)‏ هو لاعب كرة قاعدة أمريكي، ولد في 24 سبتمبر 1979 في ولنغتون في الولايات المتحدة.

## وصلات خارجية
- نيت كورينغو على موقع دوري كرة القاعدة الرئيسي (الإنجليزية)
- نيت كورينغو على موقعبيزبول رفرنس.كوم (الدوري الرئيسي) (الإنجليزية)
- نيت كورينغو على موقعبيزبول رفرنس.كوم (الدوري الثانوي) (الإنجليزية)
- نيت كورينغو على موقع إي إس بي إن.كوم (أم.أل.بي) (الإنجليزية)
- نيت كورينغو على موقع مشجعي الرسوم البيانية (الإنجليزية)